# Vakoilumuseo
Das Vakoilumuseo (deutsch Spionagemuseum) in der finnischen Stadt Tampere ist ein Museum zum Thema Spionage.

## Geschichte

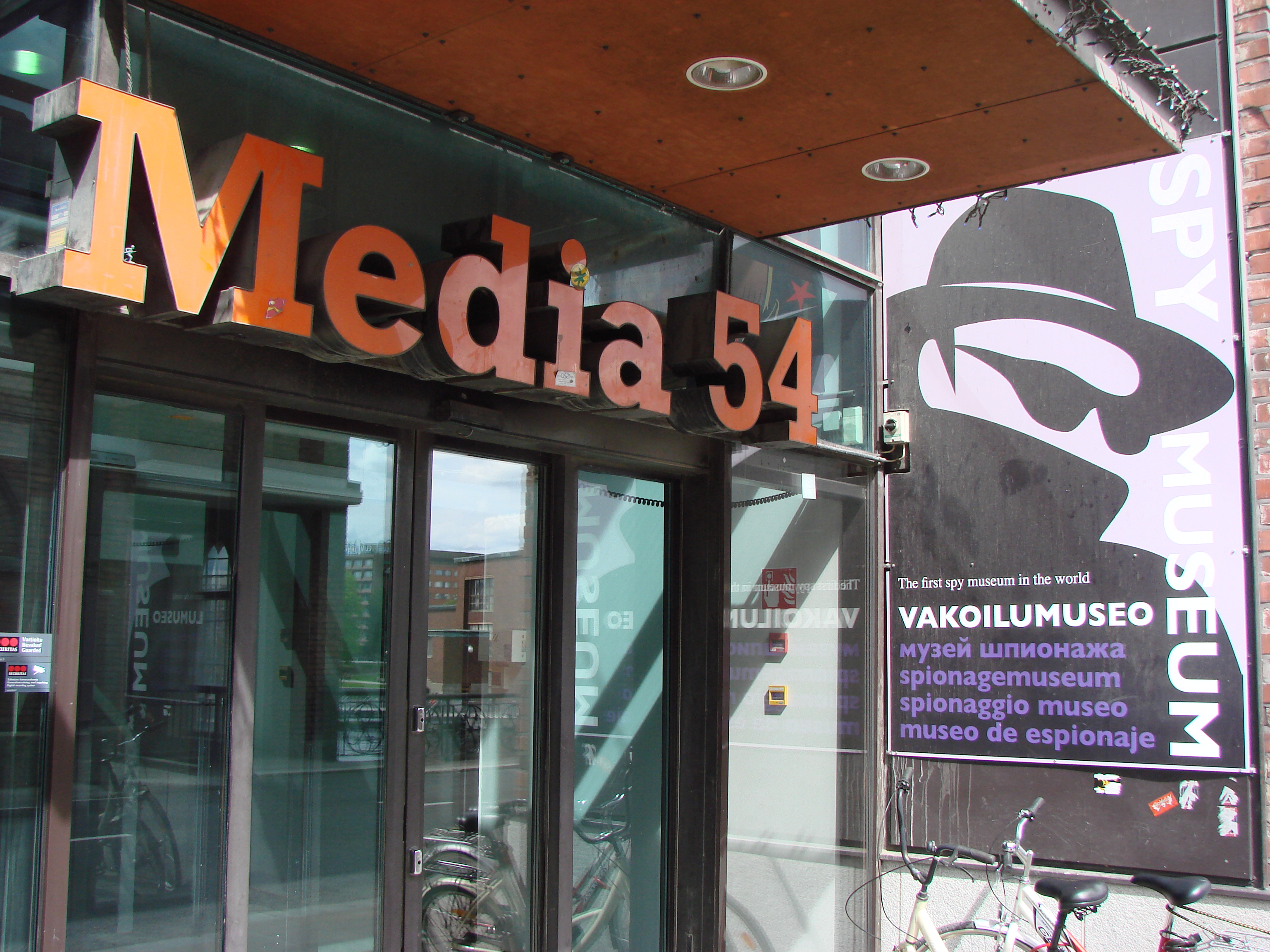
Eingang zum Spionagemuseum

Das Spionagemuseum wurde 1998 eröffnet und ist damit nach eigener Aussage das weltweit erste Spionagemuseum. Es präsentiert berühmte Agenten, wie beispielsweise Mata Hari, und ihre Methoden. Auf beeindruckende Weise verknüpft es historische Ereignisse, geheime Utensilien und die außergewöhnlichen Menschen und ihre Aktivitäten.
Den Besuchern wird Gelegenheit geboten, selbst einige Spionageaktionen  auszuprobieren, wie beispielsweise das Abhören oder Codebrechen. Es werden diverse Spionageutensilien gezeigt, wie  Spionagekameras, versteckte Waffen, Abzeichen, Handschellen, Spionagechiffren (siehe auch VIC-Chiffre), Agentenfunkgeräte und vieles mehr. Unter anderem ist auch ein authentischer Lügendetektor zu sehen.
Das Museum befindet sich im Herzen der Stadt auf dem Finlayson-Gelände in einem ehemaligen Fabrikgebäude an der Satakunnankatu Nr. 18.